# جان آلدام آیزلوود
جان آلدام آیزلوود (انگلیسی: John Aldam Aizlewood; ۴ ژانویهٔ ۱۸۹۵ – ۲۷ سپتامبر ۱۹۹۰) فرد نظامی اهل بریتانیا بود. وی همچنین برندهٔ جوایزی همچون صلیب نظامی شده‌است.